# Mario Pretto
Mario Pretto (Schio, 1915. október 7. – 1984. április 2.) korábbi olasz labdarúgó, edző.
Edzőként a bolíviai válogatottat irányította az 1950-es világbajnokságon.